# Спинеда (Кремона)
Спинеда (итал. Spineda) је насеље у Италији у округу Кремона, региону Ломбардија.
Према процени из 2011. у насељу је живело 532 становника. Насеље се налази на надморској висини од 24 м.

## Становништво
Према резултатима пописа становништва 2011. у општини је живело 633 становника.
| 1931. | 1936. | 1951. | 1961. | 1971. | 1981. | 1991. | 2001. | 2011. |
| ----- | ----- | ----- | ----- | ----- | ----- | ----- | ----- | ----- |
| 1.093 | 1.089 | 1.121 | 923   | 781   | 697   | 639   | 620   | 633   |